# プリマキン
プリマキン（Primaquine）はマラリアおよびニューモシスチス肺炎（海外）の治療に用いられる医薬品である。8-アミノキノリン誘導体であり、タフェノキンやパマキンの類縁物質である。
プリマキンは1940年代に最初に合成された。
WHO必須医薬品モデル・リストに収載されている。

## 効能・効果
日本では「医療上の必要性の高い未承認薬・適応外薬」として開発された経緯から、三日熱マラリア原虫および卵形マラリア原虫の休眠体（ヒプノゾイト）を殺滅する目的のみに使用を許可されている。
ヒプノゾイトの殺滅には14日間の服薬が必要とされている。これは「根治療法」と呼ばれている。三日熱マラリアまたは卵形マラリア以外に使用すると、高い確率で再発するが、再発までの期間は数週間から数ヶ月、時には数年掛かる。プリマキンにキニーネまたはクロロキンを併用すると、根治率が高くなる。メフロキン等の他の抗マラリア薬ではプリマキンの様なヒプノゾイト殺滅作用は知られていない。
海外では以上の他に以下の様に用いられる。

### 流行拡大防止
プリマキンは1回投与で熱帯熱マラリア原虫の成熟ガメトサイト（生殖母体、ステージV）に対して速やかな殺滅作用を持つが、他の抗マラリア薬は成熟前ガメトサイトに対しては効果があるものでもの成熟ガメトサイトには無効である。この効果はハマダラカへの原虫の移行を阻止し、プリマキンの同時投与によりヒト血液中の熱帯熱マラリア原虫のメロゾイトを殺滅し、低流行地域での感染拡大防止に貢献する。WHOはプリマキンの1回投与は（G6PD欠損症の患者でさえ）安全であり、熱帯熱マラリアの感染予防に有効であるとしている。

### 感染予防
プリマキンはマラリア予防のために旅行者に定常的に投与すべきものではないが、G6PD欠損症のない旅行者では、他の薬剤が使えない場合に用いることが可能である。熱帯熱マラリアよりも三日熱マラリアが流行している地域では、プリマキンはドキシサイクリンやメフロキンよりも有効である。

### ニューモシスチス肺炎
プリマキンは、AIDS患者や免疫抑制剤を使用中の患者でのニューモシスチス肺炎（PCP）の治療にも有効である。PCPの治療には通常、クリンダマイシンが併用される。

## 禁忌
大まかに言えば、プリマキンはG6PD欠損症の患者で溶血性貧血を起こすので、投与してはならない。しかし、WHOはプリマキンの1回投与はG6PD欠損症患者でも安全であり、熱帯熱マラリアの感染予防のために服用すべきとしている。
また妊婦に対しては、胎児のG6PDの状態が不明であるので禁忌とされる。動物実験では器官形成期に異常を生じた例がある。
全身性エリテマトーデスや関節リウマチでは顆粒球が減少しており、顆粒球低下が起こりやすいことから、慎重投与とされている。

## 副作用
重大な副作用は、溶血性貧血、白血球減少、メトヘモグロビン血症（いずれも頻度不明） である。
一般的な副作用は、嘔気、嘔吐、胃痙攣である。頻度の低い副作用は、頭痛、視覚障害、激しい瘙痒感である。
これらのうち、最も危険な副作用はG6PD欠損症患者（アフリカ系および地中海人種）での溶血性貧血である。これは数日間の高用量投与で致命的転帰を辿ることが知られているが、報告数は少ない。
プリマキンはメトヘモグロビン血症を生ずる（通常1%未満　最高18%）が、症状はほとんど現れず、または自己限定性（加療せずとも治癒する）である。この症状はシトクロムb5レダクターゼ欠損に関係している。

## 開発の歴史
プリマキンが最初にヒトで試験されたのは1944年のStateville Penitentiary Malaria Studyであった。1952年に米国で承認された。
英国では承認されていないが、患者アクセスプログラムに登録することで入手できる。
日本では日本医療研究開発機構の熱帯病治療薬研究班に所属する医療機関でのみ使用されていたが、日本熱帯医学会および日本感染症教育研究会からの要望で厚生労働省の「医療上の必要性の高い未承認薬・適応外薬検討会議」に取り上げられ、2012年4月に企業に開発が要請され、2016年3月に承認された。

## 獣医学領域での使用
プリマキンはネコのバベシア症治療の選択肢の一つである。